# Христина Пізанська

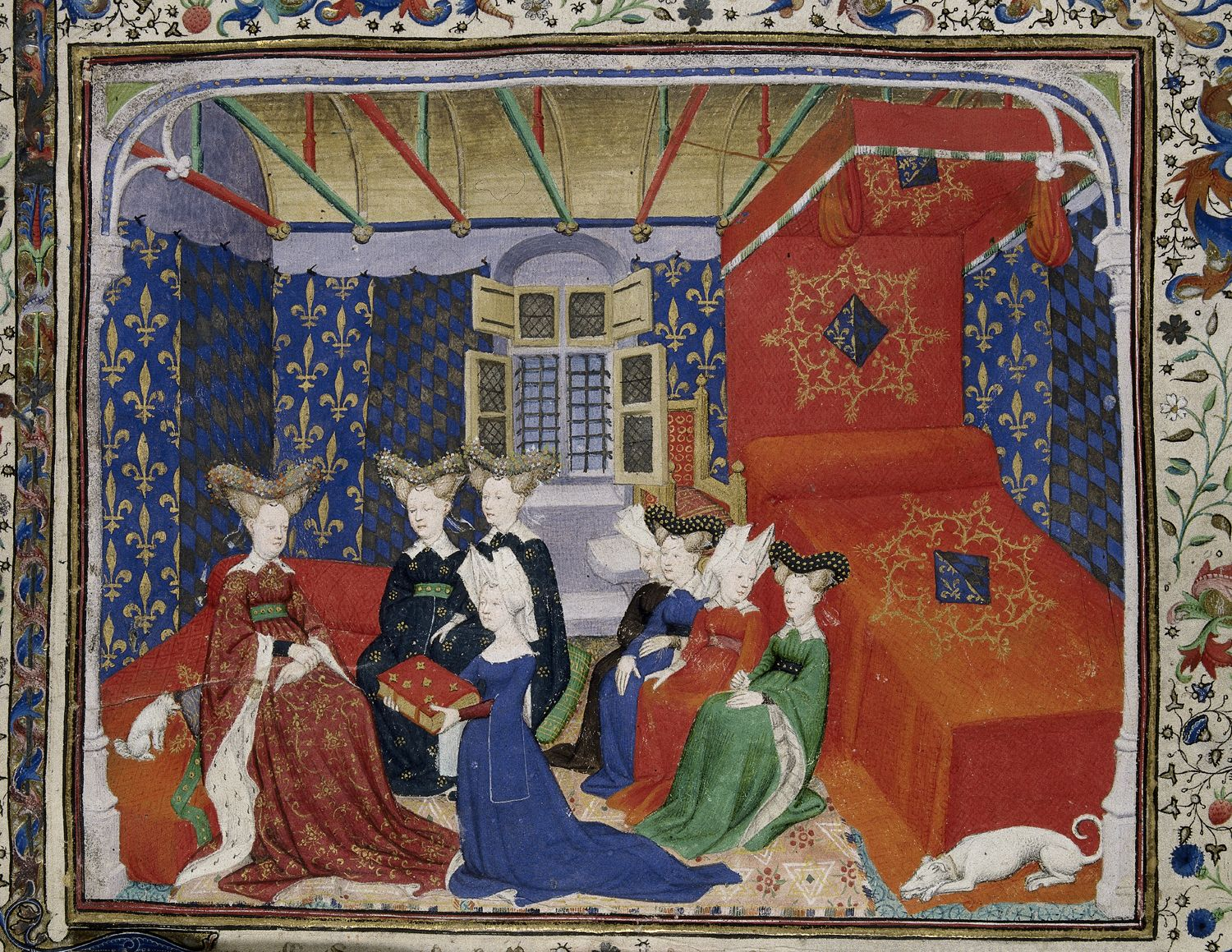
Христина Пізанська підносить власні твори Ізабелі Баварській, мініатюра, Британська бібліотека

Христи́на Піза́нська (фр. Christine de Pizan; 1363, Венеція — бл. 1430) — французька феміністська письменниця, поетеса та філософ пізнього середньовіччя італійського походження, яка жила та працювала при дворі французьких королів: Карла V Мудрого, Карла VI Причинного, Карла VII Звитяжця. За 30-річний (1399—1429) творчий шлях написала 41 твір, через що нині визнається першою професійною письменницею серед жіноцтва Європи.
«Книга про Град Жіночий» вважається провісницею сучасного фемінізму, першою авторитетною працею, яка кинула виклик жінконенависництву, загрозливим та принизливим кліше щодо жінок, поширеним у культурі середньовіччя. Вшанована на Поверсі спадщини Джуді Чикаго.
Своєю літературною полемікою Христина здобула репутацію інтелектуалки, здатної доказово обстоювати права жінок та захищати власні вимоги у повністю чоловічому літературному середовищі. До думки Пізанської прислухалися, вона мала величезний авторитет, твори її багатократно переписувалися для бібліотек, зокрема, королівських. На запрошення герцогів Бурбонського та Бургундського вона брала участь у «Судах любові». Підтримувана знатними покровителями французької та англійської корон, Пізанська значно вплинула й на англійську поезію п'ятнадцятого сторіччя.

Успіх Христини Пізанської як письменниці пояснюється широким використанням у письмі стильових новацій та володінням технікою риторики, за допомогою якої вона вдало вела критичну суперечку зі знаними письменниками, серед яких — Жан де Мен, відомий своїм жінконенависництвом, яке поширював у власних творах. У ХХ ст. праці Пізанської відновили значущість завдяки зусиллям таких діячів і діячок, як Преподобний Кенон Віллард, граф Джеффрі Річард та Симона де Бовуар. Христину Пізанську розглядають як першу з феміністок, якій вдалося, використовуючи досконалий мовний інструментарій, донести, що жінки, зарівно з чоловіками, виконують важливу суспільну роль.

## Життєпис
Народилася у Венеції 1363 року. На той час її батько, Томазо ді Бенвенуто де Піззано (майбутнє придворне ім'я — Томас де Пізан; родове прізвище походить від назви містечка Піззано побіля Болоньї), був лікарем, астрологом та радником Венеційської республіки. Скоро після народження доньки де Пізан прийняв запрошення від короля Франції Карла V, який запропонував йому місце королівського астролога, алхіміка та лікаря. Придворна атмосфера найкращим чином сприяла інтелектуальним запитам Христини. Вона успішно займалася самоосвітою, поринаючи у вивчення мов, відкриваючи для себе класиків та гуманістів епохи Раннього Відродження, у розкішному королівському архіві Карла V, який містив величезну кількість рукописів.
П'ятнадцяти років Христина узяла шлюб з двадцятип'ятирічним Етьєном Кастелєм, суддею королівського суду. Наступне десятиріччя стає трагічним для неї: помирає король Карл V і дохід родини суттєво зменшується. Вмирає батько Христини (1387), а затим, перебуваючи у від'їзді, від епідемії помирає її чоловік (восени 1390). Удова залишається з трьома дітьми, обтяжена боргами, що їх залишив чоловік, і це змушує її вдатися до заробітків. Інтелектуальні здібності та авторитет відкривають їй шлях до творчості. Свідоме дитинство і життя письменниці пройшли у Парижі та абатстві Пуассі, тож мовою її творів стала середньофранцузька.
У 1397 році дочка Марі, отримавши посаг від короля, залишила Христину — від'їхала до абатства та прийняла постриг. Син Христини став до служби родовитому англійському лорду. Сама Христина отримала запрошення жити в Англії, при дворі, проте відхилила його і, через деякий час залишила Париж і провела 11 років у монастирі, маючи більше часу для літературної творчості та студій з історії, філософії, міфології, писань Отців Церкви. Вважала себе щасливою, бо Бог наділив її даром «любові до вчення». Точна дата смерті Христини Пізанської невідома.

## Літературна діяльність

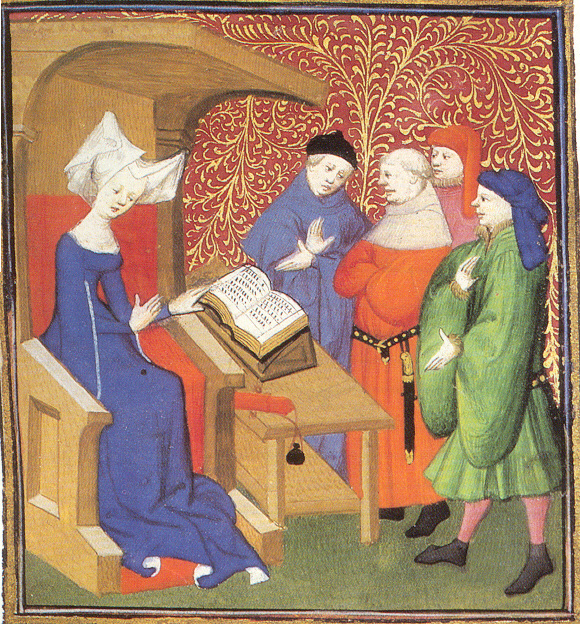
Христина Пізанська зачитує написане до групи чоловіків.

Ранні куртуазні твори Христини Пізанської свідчать про її високу обізнаність щодо звичаїв та моди аристократичного суспільства тих часів, зокрема щодо форми любовних стосунків між жінкою та її лицарем, яка набула назви «галантного кохання». Її алегоричні й повчальні трактати місять біографічну інформацію про життя та помисли, інтимні та феміністичні роздуми наближаються до традицій вчених схоластиків, міфологію, легенди та історію яких вона успадкувала від учених клерикалів, та, у жанрах вишуканих або схоластичних, висходять до майстерності французьких та італійських поетів тих часів, якими вона захоплювалася.
На початку творчого шляху Христина звертається до жанру любовної балади, чим привертає увагу заможних покровителів: чоловіків інтригує явище жінки-письменниці і вони звертаються до неї з проханнями-замовленнями щодо віршованих описів їх романтичних пригод. Період куртуазної творчості був плідним: в час з 1393 по 1412 роки Христина написала понад триста балад і безліч невеличких віршованих творів різних форм: рондо, віреле тощо.
Вийти за межі статусу придворної літераторки в статус письменниці, що займається питаннями положення жінок та улаштування суспільства, Христині дозволила її участь у літературній полеміці 1401—1402 років: Христина розв'язує гостросоціальну дискусію на літературному ґрунті довкола високохудожнього твору тих часів «Роман про Троянду», почавши обговорення літературної цінності внеску одного з авторів — Жана де Мьона. Написаний у 13 ст., роман у частині, доданій де Мьоном, глумився над традиціями куртуазного кохання, зображуючи жінок ніким іншими, як спокусницями, містив численні непристойні інвективи, спрямовані проти жіноцтва, являючи собою маніфест жінконенависництва . Христина особливо наголошувала неприпустимість використання вульгарних алегорій, що їх привніс у поему де Мьон, стверджуючи, що проведення подібних ототожнень є шельмуванням природної сутності сексуальності, що така мова є неприпустимою для зображення персонажок, зокрема — «мадам Розсудливості». Христина стверджувала, що шляхетні дами не вживають подібну мову.
Питання літературних здібностей Жана де Мьона скоро втратило актуальність, поступившись провідній ідеї — неправдивому і принизливому змалюванню жіночої сутності у літературних творах. Розпочаті Пізанською дебати тривали багато років за її життя, і, переживши письменницю, точилися більше чотирьох віків, оформившись у культурологічний феномен «спір щодо жіноцтва» (querelle des femmes).

## Праці
Написане Христиною вражає кількістю та жанровим різноманіттям: лірична поезія, парафрази латинських авторів (Сенеки, Плутарха, Валерія Максимуса), дидактика, літературна критика, побутові рекомендації для лицарів та дам, миротворчі звернення до можновладців та коронованих осіб, рекомендаційні трактати щодо управління суспільством та з інших важливих суспільних проблем: про реформування армії, про шкоду розколу церкви, помісних чвар, громадянської війни тощо. Її ерудиція, ґрунтовні знання та господарська старливість опукло проявляються у текстах: так, у творі «Книга бойових та лицарських діянь», рекомендації щодо ведення бойових дій деталізовано аж до кількості необхідних гармат та ваги снарядів..
Христина познайомила французьке суспільство з творами Данте, Петрарки, Боккаччо, зверталася до популяризації філософських, астрономічних і медичних знань, до історичних досліджень.

### «Книга про Град Жіночий»

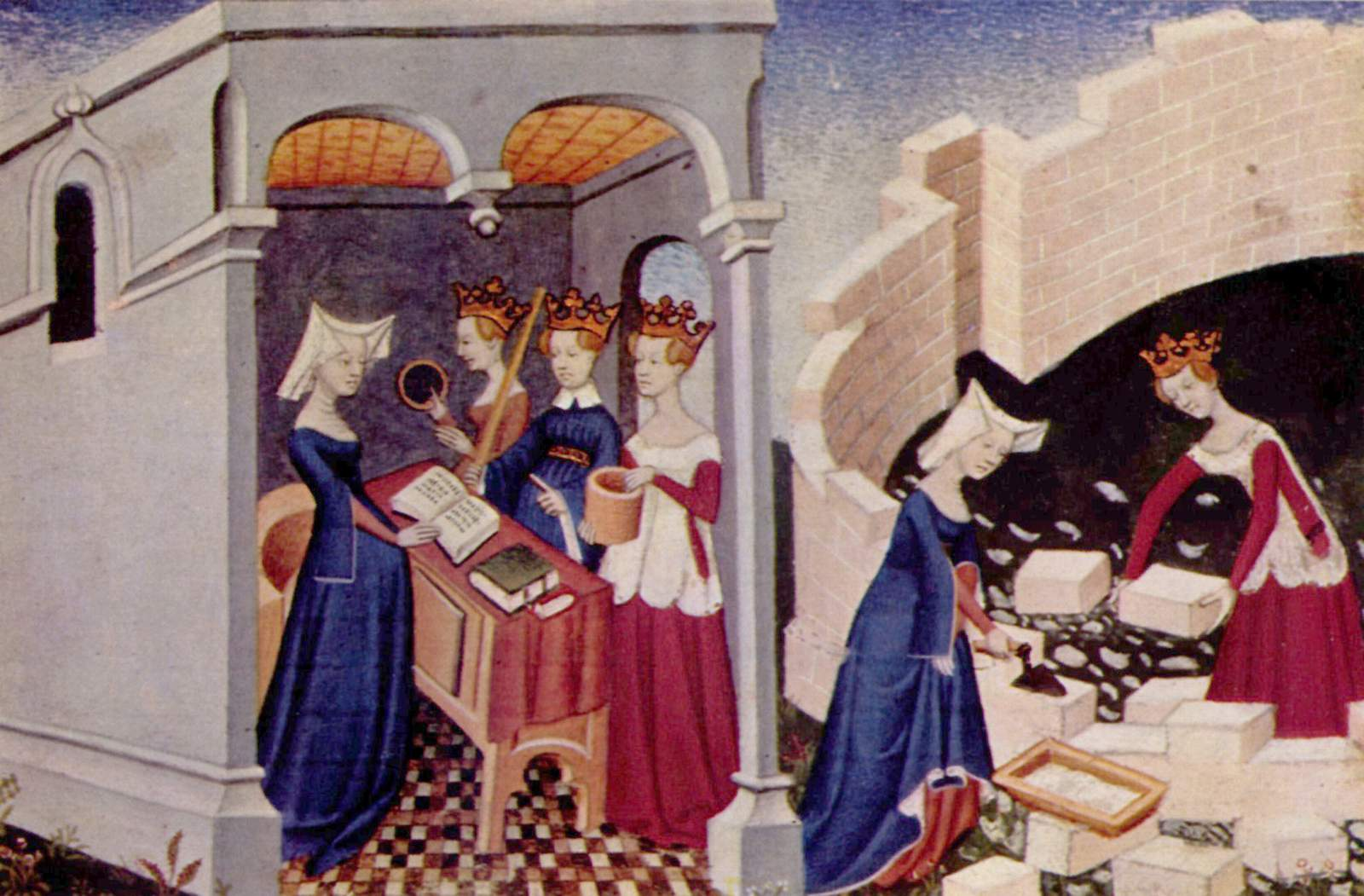
Ілюстрація до рукопису «Книга про Град Жіночий», XV сторіччя, Національна бібліотека Франції, Париж.

У 1403 році Христина Пізанська завершує свої найуспішніші літературні твори: «Книга про Град Жіночий» та «Книга про три чесноти або скарби Жіночого Граду». Перший з творів описує вклад жіноцтва минулих віків у становлення суспільства. У «Книзі про Град Жіночий» описується символічне місто мрії, де жінки отримають належну оцінку та захист, тут Христина виводить три алегоричні фігури: Розсудливість, Справедливість та Порядність. По черзі ведучи діалог з кожною з муз, поетеса декларує жіночий погляд на улаштування суспільства тих часів. Разом вони обговорюють питання, важливі для усіх жінок. Текст є виключно жіночим свідоцтвом: твердження та думки, притаманні жіноцтву тих часів, приклади з жіночого життя. Вустами Розсудливості Христина Пізанська стверджує, що жінки «…є обізнаними менше за чоловіків… поза всяким сумнівом, через те, що вони не беруть участі в різноманітних працях, а, сидячи вдома, займаються господарством, тоді як для розумної істоти немає нічого повчальнішого, ніж надбання досвіду через участь у справах…» , що пересуди щодо жінок є можливими та стійкими тільки через неможливість для жінок спростувати їх у діалогах, де домінують чоловіки. Вдавшись до цієї праці, Христина прагнула донести істину про жіночу частину людства на противагу негативним переконанням, які вона спостерігала у тодішній літературі. Віднайдена форма літературних діалогів з музами-праматерями допомогла письменниці блискуче вирішити задачу піднесення жінок та їх чеснот.

### «Книга про три чесноти або скарби Граду Жіночого»
«Книга про три чесноти або скарби Жіночого Граду», логічне продовження, покликане настановити жінок усіх суспільних верств як саме слід зрощувати у собі цінні духовні якості та виконувати власні обов'язки, щоби дух жінконенависництва не роз'їдав суспільство. Тут Христина переконливо доводить корисність жіночих порад та їх повсякденної праці, наголошує, що жінки мають визнавати здібності чоловіків, підтримуючи родинний лад. Така жіноча здатність, на думку письменниці, є запорукою вірного місця жінки між повагою її господаря та необхідністю шлюбної покори. Христина наполягає, що пліткування руйнує честь та сестринські відносини між жінками, що уміння вести бесіду має стати інструментом кожної порядної жінки. «Книга про три чесноти або скарби Жіночого Граду» є захоплюючим історичним документом, знайомить із середньовічними звичаями. Текстове полотно відбиває традиції та цінності всіх прошарків тодішнього жіноцтва — від шляхетних дам, купецьких жон та удовиць до простолюдинок, рабинь та повій. Працюючи над «Скарбами..», Христина зверталася по допомогу — брала консультації представниць різних суспільних кіл, про що зазначено у рукописі.
Ведучи полеміку щодо сприйняття жінки, Христина тлумачить взаємні відносини та ролі чоловіка і жінки, роз'яснює найтиповіші помилки з приводу жіночої природи, виявляє та викорінює жінконенависництво. Учасниця Судів Кохання, вона постулює: «Бог створив абсолютно однакові, так само благі й благородні душі для чоловічого та жіночого тіла».

### «Пря довкола роману про Троянду»
Твір «Пря довкола роману про Троянду» містить відповідь Христини Жанові де Монтре, який обстоював мізогінні настрої літературного твору «Роман про Троянду» і багато писав на його захист. Христина починає книгу з того, що визнає свого опонента «майстром риторики» проти якого вона «є жінкою хоч і недосвідченою, проте такою, що має тонкі відчуття та живе сприйняття». Таким тонким захисним прийомом Христина пом'якшує свій наступний тон. У тексті вона віртуозно використовує риторичну стратегію обертання смислів, обігравання їх відтінків, відому як «антифразис». Надалі поетеса вдосконалює власні риторичні техніки на письмі.

### «Послання Божеству Розсудливості від Гектора»
Робота «Послання Божеству Розсудливості від Гектора» являє собою літературно-філософську інтерпретацію 100 притч та оповідок, запозичених з грецької та римської міфології, зокрема з «Метаморфоз» Овідія. Письменниця майстерно уніфікувала класичні тексти, надавши їм єдиної структури: кожна оповідка починається стислим віршованим викладом змісту, містить повчальні тлумачення та настанови, що випливають з сюжету, і закінчується цитатою з грецьких філософів. Наприкінці Христина подає алегоричні сентенції, закінчуючи цитуванням Отців Церкви та Святого Письма. Через свій повчальний характер цей труд був одним з найпопулярніших: протягом XIV—XV віків витримав декілька друкованих видань, перекладався на інші мови, до наших днів дійшло більше сорока рукописів п'ятнадцятого століття.

### «Слово про Жанну д'Арк»
Останньою роботою стала поема «Слово про Жанну д'Арк», де письменниця вшановує сучасницю, дівчину з простого народу, яка виконала величну соціальну роль, зорганізувавши сили французького опору проти англійської військової навали. У написаному в 1429 році сказанні письменниця торжествує з приводу явища Жанни д'Арк — жінки-воєначальниці, яка блискуче виправдала ідеологію Христини, винагородивши її зусилля із захисту жіночої статі. Крім власне літературних якостей, поема складає цінне історичне свідоцтво — це єдине письмове свідчення про Жанну д'Арк, виключаючи документи судової справи. Після завершення цього ґрунтовного твору Христина, у віці шістдесяти п'яти років, як видається, вирішує закінчити літературну кар'єру.

## Вплив на фемінізм
Дві основні теми явно домінували в літературній творчості Пізанської: палкий патріотизм до Франції та права жінок. Прихильниця ладу у суспільстві, Христина Пізанська однією з перших переосмислює стійкі негативні стереотипи, що побутували у культурі середньовіччя, маючи витоки у періоді боротьби за утвердження церковного шлюбу. Письменниця піддає критиці антифеміністичну за суттю церковну ідеологію попередніх століть, надаючи власній позиції онтологічного звучання, розвінчує основи жінконенависництва, закріплені, зокрема, у зведеннях канонічного права.
Внесок Христини Пізанської у тодішні традиції комунікацій та вагомість її протидії засиллю чоловічного дискурсу важко переоцінити. Христина Пізанська була першою з жінок, хто зрозуміла, що вплив жінки буде реалізованим, коли мова її поєднає цінності цнотливості, доброчесності та стриманості. Її риторичні стратегії були об'єктом дослідження вчених протягом сторіч. Шліфуючи власні риторичні прийоми, Христина приохочувала жінок навчатися критичному мисленню та майстерності ведення розсудливих діалогів для протидії явищу мізогінії, яка мало місце у культурі пізнього середньовіччя. Сімона де Бовуар у 1949 році в «Другій статі» писала про твір «Послання до Бога Кохання»: «…вперше ми бачимо, як жінка здіймає перо на захист своєї статі». І саме це робить Христину Пізанську першою феміністкою Заходу.
Вплив Христини як суспільної діячки також вельми значний. Її авторитетне слово, звернуте до сучасників, закликало до миру, прогресивних реформ та перетворень. Письменниця в очах сучасників виглядає порадницею, охоронницею та миротворицею, блискуче демонструючи нащадкам виконання функцій, притаманних жіноцтву.

## Сучасні студії
Творча спадщина Христини Пізанської — предмет вдячного поклоніння та дослідження сучасників. Найкращі представники й представниці людства звертаються до її творів, продовжуючи традиції й теми, які вона започаткувала як літературний трибун.
Дослідження творчості Пізанської тривають. Так з 2004 по 2009 рік велися студії рукописів та мови Пізанської на базі праць, які зберігаються у Національній бібліотеці Великої Британії. Ініціатор проекту — Единбурзький університет — та вчені провідних наукових установ світу отримали багато цінних результатів, які стосуються давньо- та середньофранцузької мови, історії, історії мініатюри тощо. У ході дослідження отримано високоякісні електронні копії давніх рукописів, створено популярні матеріали, досяжні сучасному читачеві.